# 阿斯库拉
阿斯库拉是巴西圣卡塔琳娜州的一个市镇。总面积111.672平方公里，总人口6761人，人口密度60.5人/平方公里。